# Le Chasch
Le Chasch (titre original : City of the Chasch, puis The Chasch) est un roman de science-fiction de l'auteur américain Jack Vance publié aux États-Unis en 1968 puis paru en France en 1971. Ce roman est le premier volume du Cycle de Tschaï.
Adam Reith, un Terrien, vient de s'échouer sur la planète Tschaï. Alors que son compagnon se fait assassiner sous ses yeux et que son vaisseau spatial est remorqué par des Aliens belliqueux, il est découvert et fait prisonnier par une tribu de barbares hostiles.

## Résumé
Le vaisseau terrien Explorator IV est à la recherche de la planète d'origine d'un message qui a été envoyé il y a 200 années terrestres. Aux abords d'une planète d'un gris brunâtre, l'équipage envoie un vaisseau de reconnaissance avec deux éclaireurs à bord. Au moment où le vaisseau de reconnaissance se désarrime, l'Explorator IV est désintégré par un tir venu de la planète. Le vaisseau de reconnaissance, très endommagé, est propulsé par l'onde de choc et entre dans l'atmosphère de la planète. Adam Reith et Paul Waunder, les éclaireurs dans la navette, s'éjectent.
Malheureusement, le parachute du second, Paul Waunder, ne s'ouvre pas et il reste accroché à la carlingue. De son côté, Adam Reith atterrit dans un arbre à quelques mètres au-dessus du sol. Sortis de la forêt, des Hommes-Emblèmes trouvent Paul Waunder et le tuent. Soudain, des peuples aliens (des Dirdirs et des Chashs) arrivent à bord d'étranges plates-formes volantes et cherchent à s'emparer du vaisseau terrien. Les Dirdirs sont mis en fuite par les Chaschs qui emportent le vaisseau terrien. Les Hommes-Emblèmes reviennent et trouvent Adam Reith, coincé dans son arbre, une clavicule cassée. Ils l'emportent sur une civière dans leur campement.
Après avoir résolu de nombreux différends avec des membres de la tribu, Adam Reith fuit avec Traz Onmale, le chef de la tribu, condamné par ses pairs à mourir pour des raisons religieuses. Adam Reith récupère du matériel dans l'arbre où il a atterri et situe l'emplacement de sa navette spatiale grâce à son transcom : l'indicateur lui indique le nord-ouest. Les deux acolytes partent en direction du nord, traversant des steppes et des cités en ruines.
Adam Reith sauve la vie d'un Homme-Dirdir en fuite, dénommé Ankhe at afram Anacho, qui décide d'accompagner les deux hommes dans leur quête. La singulière équipe arrive bientôt à Kazabir, la ville des transbordements de caravanes marchandes. Ils louent une place sur un chariot de la caravane et s'apprête à rejoindre la ville de Pera. Adam Reith est alors frappé par la beauté d'une jeune captive, Fleur de Cath, séquestrée par des prêtresses du « Mystère féminin ». Après avoir secouru la belle Fleur de Cath, aussi appelée Ylin-Ylan, vouée à la barbare cérémonie du Mystère Féminin, il rejoint la caravane, riche des plusieurs sacs de sequins volés aux prêtresses.
Obligés de fuir lors d'une attaque des Chaschs verts, Reith, Traz, Anacho et Ylin-Ylan se réfugient dans les ruines de la vieille cité de Pera. Cette ville est aux mains des Gnashters, des bandits, dont le chef, Naga Goho, fait enlever Fleur de Cath pour en faire sa maîtresse. Adam Reith sauve une nouvelle fois Ylin-Ylan, punit sévèrement les Gnashters, et harangue la population de Pera pour qu'elle prenne désormais en charge sa propre destinée. Fleur de Cath s'offre à Adam Reith.
Ce dernier part ensuite avec le roulier Emmink, membre de la caste des livreurs, les seuls humains autorisés à franchir les grandes portes de Dadiche, le principal astroport des Chaschs bleus. Une fois à l'intérieur de la cité, Adam Reith retrouve son vaisseau spatial. Il est démonté et, en l'état, inutilisable. Sitôt repéré par des Chaschs bleus, Adam Reith se cache en masquant son odeur et s'échappe finalement grâce à l'intervention de Traz Onmale, venu le chercher. À son retour, Adam Reith apprend qu'il a été nommé grand prévôt de Pera. Il commence alors à organiser la défense de la ville et sa structure politique. Pera réussit in extremis à repousser une attaque massive des Chaschs bleus. Adam Reith reprend l'initiative en prenant d'assaut la ville de Dadiche. Vainqueur, il démystifie les rites des Chaschs bleus et rend aux Hommes-Chaschs leur liberté.